# 亞歷山大地島
亞歷山大地島是俄羅斯的島嶼，屬於法蘭士約瑟夫地群島的大型島嶼，面積1,130平方公里，島上最高點海拔382米，由阿爾漢格爾斯克州負責管轄。俄罗斯在此地建有北极三叶草基地。
80°37′N 46°35′E / 80.617°N 46.583°E

## 納粹德國秘密基地
2016年10月，俄羅斯科學考察員在位處北極圈的亞歷山大地島發現一個德文名為Schatzgraber的納粹秘密基地，中文可解作「尋寶獵人」。這個納粹德國秘密基地約於1943年至1944年的二次大戰期間運作，俄羅斯研究人員認為納粹德國在北極圈內設立基地，是作為氣象觀測或潛艇補給用途。研究人員又認為納粹德國派駐基地的人員曾經狩獵北極熊作為食物，並懷疑因為進食北極熊肉而發生疫症，因此決定撤離。當進駐秘密基地的納粹人員乘坐潛艇離開後，留下的文件、氣象儀器、彈藥及個人物品，都因為該區天氣寒冷而保存良好，部分物件仍可見納粹標誌，從而有助了解納粹德國在北極圈建立秘密基地的真正原因。

## 外部連結
- Jackson-Harmsworth Polar Expedition（页面存档备份，存于）